# نورول ۲۳۱۹۸
سیارک ۲۳۱۹۸ (به انگلیسی: 23198 Norvell، نامگذاری:2000RL68) بیست و سه هزار و صد و نود و هشتمین سیارک کشف شده‌است که در ۲ سپتامبر ۲۰۰۰ کشف شد.
قدر مطلق سیارک برابر ۱۹.۵ است.